# Política de preservació
La Política de preservació és la planificació i periodització de les acciones que portarà a terme una organització en un procés programat i continu per a preservar els diferents recursos d'informació digital per a garantir-ne la seva conservació.
No s'ha de confondre digitalització i preservació digital. La primera és una tècnica de transformació d'un recurs analògic en un recurs digital i el segon s'encarrega de la conservació a llarg termini de tots els recursos digitals, ja siguin còpies digitals de recursos analògics o de recursos o objectes digitals nascuts digitalment (born digital).
La digitalització de recursos d'informació analògics no implica per se una política de preservació que s'hauria d'aplicar als nous recursos o objectes digitals creats perquè aquests siguin accessibles a llarg termini.
Una organització interessada a digitalitzar els seus fons ho pot fer per fer els recursos més accessibles, per donar-los a conèixer i per a facilitar l'accés a la informació (difusió) i / o per a la preservació dels recursos ja sigui per evitar la massiva manipulació dels originals analògics o per disposar d'un substitut digital accessible.

## Tipologies de polítiques de preservació
Hi ha diverses tipologies de polítiques de preservació:
1. Conservació dels suports o refreshing.
2. Conservació del mateix dipòsit digital e indica com s'ha d'actuar quan el contenidor esdevé obsolet.
3. Les accions de recuperació en cas de desastre que contempla la realització de còpies de seguretat (replicació o backup) i la protecció física i perimetral dels dipòsits d'emmagatzemament,
4. Combatre l'obsolescència dels formats mitjançant l'actualització tecnològica dels objectes digitals. Aquesta és la política en la qual s'emmarca la majoria de les estratègies de preservació. Hi ha tres tipus d'actualització tecnològica: emulació, migració i encapsulat.

## Contingut d'una política de preservació
La norma ISO 18492 estableix que una política de preservació ha de contenir els següents elements:
- objectius del dipòsit digital (ha de contenir explícitament la conservació a llarg termini);
- el tipus de custòdia que realitzarà i indicar si assumeix la conservació autèntica a efectes legals;
- recomanacions sobre pràctiques per a la gestió dels documents electrònics o objectes digitals;
- Identificació dels processos de migració;
- referència al compliment de normes i certificacions;
- descripció dels agents i les seves responsabilitats.[4]

## Tipologia de formats
Determinar els formats d'emmagatzematge que són preferibles, acceptables i problemàtics, a partir d'aquí podrem establir quins documents són susceptibles a ser preservats i en quin format, a la vegada que definim quins presenten dificultats de conservació degut a les seves característiques tècniques i que per tant s'haurà de determinar una solució que ens permeti garantir el futur accés.

## Dependència suports informàtics
Determinar quins instruments o programes són necessaris perquè els documents siguin accessibles i llegibles. Per tant, és imprescindible tenir present que l'obsolescència tecnològica i la degradació dels suports és un problema real que en un futur ens pot dificultar l'accés a la informació.

## Control de les actualitzacions
És recomanable treballar per tal d'automatitzar el procés garantir l'autenticitat i la integritat de les dades contingudes. Per aquest motiu és molt eficient l'elaboració d'un protocol d'actualització de les versions que ens permeti controlar l'evolució del procés de digitalització.

## Estratègies de preservació
Tenir present tècniques tan importants com el refrescament, la migració i l'emulació, les quals ens facilitaran la conservació i la recuperació els documents en format digital tot i els canvis tecnològics que succeeixin en el si de la societat i concretament en la pròpia organització.
Per assegurar la preservació dels recursos digitals a llarg termini és necessari establir una sèrie d'estratègies tècniques, d'organització i gestió.
- Estratègies Tècniques:

- Manteniment: Intenta evitar la pèrdua dels dispositius a causa del deteriorament d'aquests.
- Refrescament: La transferència de les dades d'un suport a un altre de nou –coneguda com a refrescament– serveix per a reduir el risc de la pèrdua de dades deguda al deteriorament que pateix tot suport.
- Replicació: Duplicat i còpia de la informació en un o més sistemes. La principal fortalesa és l'emmagatzematge en més d'un lloc per evitar que una mateixa alteració, intencional o accidental, pugui fer que es perdi la totalitat de la informació.
- Ús de mitjans persistents: Ús de mitjans més resistents i perdurables. D'aquesta manera, s'eviten les pèrdues que es deriven del deteriorament dels mitjans d'emmagatzematge comuns, sobre els quals s'ha de tenir especial cura en la seva manipulació, control d'humitat, etc.
- Encapsulació: Tècnica d'agrupar un objecte digital amb altres relacionats que són necessaris per a proporcionar l'accés a aquest objecte.
- Migració: Consisteix en convertir un recurs digital en un entorn específic i codificat en un determinat format a un altre perquè funcioni en una nova plataforma informàtica. Pot ser la transferència d'un format a un altre (Microsoft Word a PDF), la transferència d'un sistema operatiu a un altre (Linux a Windows), o la transferència d'un llenguatge de programació a un altre (de BASIC a PHP).
- Emulació: Consisteix en la possibilitat de poder recrear l'aparença i la funcionalitat originals d'un objecte digital mitjançant la utilització d'aplicacions que emulin el funcionament dels programes originals amb els que van ser creats quan aquests ja estan obsolets.
- Preservació de tecnologia: Consisteix en la conservació de tot l'entorn tècnic que té relació amb una col·lecció digital.
- Arqueologia digital: Estratègia d'emergència que intenta rescatar els continguts digitals que estaven emmagatzemats en mitjans que han estat danyats físicament, o que pertanyien a entorns de hardware i software obsolets o danyats.

- Estratègies d'organització i gestió:

Les estratègies tècniques es completen amb les estratègies d'organització que impliquen la contractació de personal, programes de formació o dotació de recursos econòmics, però sobretot una bona política de preservació digital ha d'estar dirigida a la missió i objectius de l'empresa, definir la responsabilitat de l'empresa, decidir quins aspectes de la col·lecció s'han de preservar i per a què, recursos disponibles i la metodologia, normes i criteris que s'han seguit.
La gestió efectiva de les col·leccions digitals requereix que les institucions desenvolupin i segueixin un pla d'actuació per a avaluar els requisits de la preservació i l'accés a llarg termini, identificant costos i beneficis i valorant els riscos. En la mesura en què s'adoptin aquestes estratègies i es faci una aposta clara per al desenvolupament de normes i pràctiques metodològiques es podrà anar consolidant la digitalització com un veritable principi de preservació.

## Dipòsits digitals fiables
Els Dipòsits digitals fiables garanteixen la seguretat de la documentació continguda, complint els requisits tècnics que asseguren el futur accés a la informació digitalitzada.

## Altres aspectes a tenir en compte
Existeixen altres factors que poden modificar el document original, en la majoria de casos, es tracta d'errors humans provocats pel mal funcionament dels sistemes de telecomunicacions. Però en també s'ha de tenir en compte les possibles accions malintencionades com poden ser la injecció de virus en el sistema que ens poden provocar uns danys irreversibles i que per tant s'ha de treballar per garantir el màxim nivell de seguretat.

## Directrius per a la preservació del patrimoni digital
La UNESCO va publicar unes directrius l'any 2003 elaborades per la Biblioteca Nacional d'Austràlia que tenen com a principal objectiu orientar a les persones i organitzacions responsables de preservar el patrimoni digital, facilitant i promovent una actuació proactiva i dinàmica de les persones que configuren aquestes organitzacions. El contingut principal d'aquestes directrius se centra en la perspectiva de gestió, la tècnica i la pràctica.